# Яковенко, Владимир Александрович
Владимир Александрович Яковенко (1890—1974) — советский военный врач-гигиенист, профессор, доктор медицинских наук, Главный гигиенист Военно-морских сил СССР.

## Биография
Родился в Одессе, в семье мещанина, работавшего инженером-механиком на морских судах. Учился в Одессе и Симферополе.
В 1915 году был врачом на театре военных действий (Первая Мировая война). С 1917 обучался в Военно-медицинской академии и в 1918 получил диплом «лекаря с отличием», ученик Г. В. Хлопина. В 1919 году женился на враче-ординаторе А.Ю. Щодро. В 1920-х годах работал санитарным инспектором и санитарным врачом, преподавал гигиену в Петрограде. Получил звание профессора в 1929 году. В 1935 году — доктор медицинских наук. В ноябре 1941 был мобилизован в РККА, участник Великой Отечественной войны, орденоносец. Полковник медицинской службы. Член КПСС с 1947 года.
В послевоенные годы и до начала 1950-х годов главным содержанием работы специалистов гигиенистов было проведение обширного комплекса мероприятий по ликвидации неблагоприятных санитарных последствий войны. В. А. Яковенко с 1944 года по 1956 год возглавлял кафедру общей гигиены Военно-морской медицинской академии. Здесь ему удалось обеспечить преемственность научных исследований, заложить основы эффективной профилактики при разработке принципиально новых проблем военно-морской гигиены, возникших в связи с перевооружением ВМФ, когда стали появляться новые боевые корабли с ядерными энергетическими установками, оснащенные ракетно-ядерным оружием, а на вооружении флота появились первые образцы крылатых ракет. После объединения ВММА и ВМА, с 1956 по 1960 гг. Владимир Александрович руководил кафедрой военно-морской гигиены ВМА имени С. М. Кирова. В 1950 году полковник медицинской службы В. А. Яковенко был назначен главным гигиенистом Военно-Морского Флота Министерства обороны СССР (приказ министра обороны № 0572).
В 1959 году выходит его статья «Медицинская океанография», в которой рассматриваются вопросы санитарной охраны морского побережья. Главными направлениями научных исследований Владимира Александровича были: медицинская оценка погоды, климата и микроклимата, гигиена питания и водоснабжения, санитарная охрана морей. Эта тематика нашла отражение в более чем 100 его научных работах. Ему принадлежат монография «Методы санитарной оценки морских вод», два учебника по гигиене для студентов медицинских вузов. Большинство своих исследований по климатологии В. А. Яковенко проводил в Крыму: в Ялте, Евпатории, обследуя пляжи любимого им Черного моря.
Его перу принадлежит монография «Методы санитарной оценки морских вод», два учебника по гигиене для студентов медицинского института, ряд научных трудов. С 1957 года преимущественно проживал на своей даче в посёлке Комарово. С 1960 года — персональный пенсионер Минобороны СССР.

## Награды
Награждён двумя орденами Красной звезды, орденом Красного знамени, орденом Ленина, медалями «За боевые заслуги», «За победу над Германией», рядом юбилейных наград.

## Библиографический указатель основных публикаций профессора Яковенко В. А
- Яковенко В. А. Новые методы контроля за коагуляцией питьевой воды // Профилакт. медицина. — Л., 1927. — № 1. — С. 1-8.
- Яковенко В. А. Учение об эффективных температурах и его значение для курортного дела. — М., 1927. — 29 с.
- Яковенко В. А. Методы санитарной оценки морских вод. — Л., 1959. — 180 с.